# Luperini

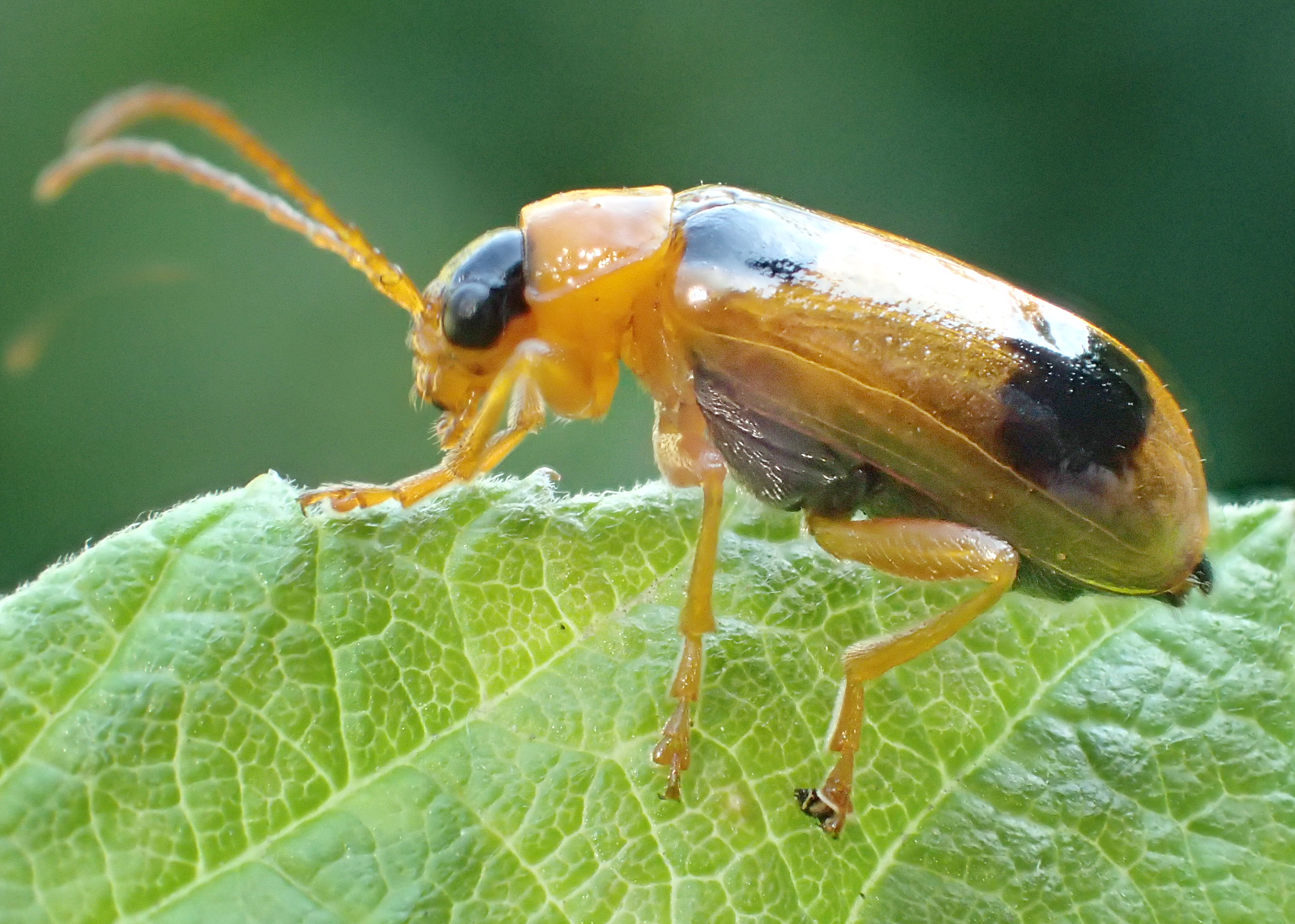
Phyllobrotica quadrimaculata

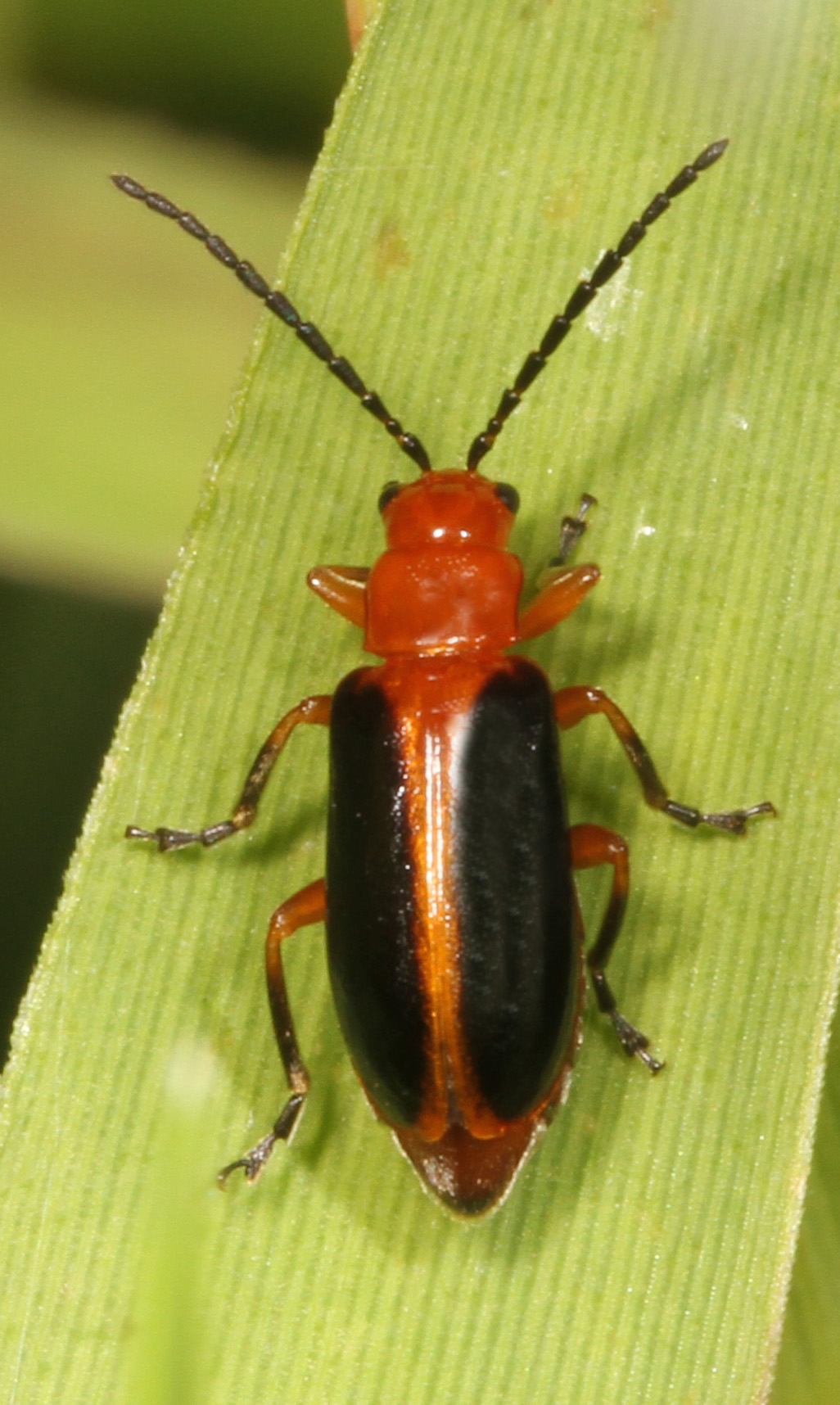
Phyllobrotica limbata

Los luperinos (Luperini) son una tribu de coleópteros de la familia de los crisomélidos.
Es un grupo muy diverso, especialmente en climas templados. Se sabe que las larvas de algunas especies se alimentan de raíces.

## Géneros
Tiene los siguientes géneros:
- Acalymma Barber, 1947
- Agetocera Hope, 1831
- Amphelasma Barber, 1947
- Androlyperus Crotch, 1873
- Apophylia Thomson, 1858
- Apteromicrus Chen & Jiang, 1981
- Atrachya Dejean, 1837
- Aulacophora Chevrolat, 1837
- Brachyphora Jacoby, 1890
- Cassena Weise, 1892
- Calomicrus Dillwyn, 1829
- Cerophysa Chevrolat, 1837
- Cerophysella Laboissière, 1930
- Cerotoma Chevrolat in Dejean, 1836
- Charaea Baly, 1878
- Clerotilia Jacoby, 1885
- Cneorane Baly, 1865
- Cneoranidea Chen, 1942
- Cneorella Medvedev & Dang, 1981
- Coronabrotica Moura, 2010
- Cyclotrypema Blake, 1966
- Diabrotica Chevrolat in Dejean, 1836
- Ensiforma Jacoby, 1876
- Epaenidea Gressitt & Kimoto, 1963
- Eusattodera Schaeffer, 1906
- Euliroetis Ogloblin, 1936
- Eumelepta Jacoby, 1892
- Fleutiauxia Laboissière, 1933
- Haplosomoides Duvivier, 1890
- Hesperomorpha Ogloblin, 1936
- Hoplasoma Jacoby, 1884
- Hoplosaenidea Laboissière, 1933
- Hyphaenia Baly, 1865
- Inbioluperus Clark, 1993
- Japonitata Strand, 1922
- Jolibrotica Lee & Bezděk, 2015
- Keitheatus Wilcox, 1965
- Lanolepta Kimoto, 1991
- Leptaulaca Weise, 1902
- Liroetis Weise, 1889
- Luperosoma Jacoby, 1891
- Luperus Muller, 1764
- Lygistus Wilcox, 1965
- Macrima Baly, 1878
- Medythia Jacoby, 1886
- Metacoryna Jacoby, 1888
- Metrioidea Fairmaire, 1881
- Mimagitocera Maulik, 1936
- Mimastra Baly, 1865
- Monolepta Chevrolat, 1837
- Munina Chen, 1976
- Neobrotica Jacoby, 1887
- Ochralea Clark, 1865
- Paleosepharia Laboissière, 1936
- Palpoxena Baly, 1861
- Paragetocera Laboissière, 1929
- Paranapiacaba J. Bechyné, 1958
- Paraplotes Laboissière, 1933
- Paratriarius Schaeffer, 1906
- Parexosoma Laboissière, 1932
- Paridea Baly, 1886
- Phyllecthris Dejean, 1836
- Phyllobrotica Chevrolat in Dejean, 1836
- Pseudoluperus Beller and Hatch, 1932
- Platybrotica Cabrera & Cabrera Walsh, 2004
- Pseudespera Chen et al., 1985
- Pseudocophora Jacoby, 1884
- Pseudodiabrotica Jacoby, 1892
- Pseudoluperus Beller & Hatch, 1932
- Pseudosepharia Laboissière, 1936
- Pteleon Jacoby, 1888
- Scelida Chapuis, 1875
- Scelolyperus Crotch, 1874
- Shaira Maulik, 1936
- Shairella Chujo, 1962
- Siemssenius Weise, 1922
- Sikkimia Duvivier, 1891
- Sinoluperus Gressitt & Kimoto, 1963
- Strobiderus Jacoby, 1884
- Synetocephalus Fall, 1910
- Taiwanaenidea Kimoto, 1984
- Taumacera Thunberg, 1814
- Theopea Baly, 1864
- Trachyscelida Horn, 1893
- Triarius Jacoby, 1887[2]
- Trichobalya Weise, 1890
- Trichomimastra Weise, 1922
- Trichosepharia Laboissière, 1936
- Xingeina Chen et al., 1987
- Zangia Chen, 1976
- Zizonia Chen, 1976